# Jim Thomas (scénariste)
Pour les articles homonymes, voir Jim Thomas et Thomas.
Jim Thomas est un scénariste et producteur américain. Il est le frère de John Thomas.

## Filmographie

### En tant que scénariste

#### Films
- 1987 : Predator de John McTiernan
- 1988 : The Rescue de Ferdinand Fairfax
- 1991 : Predator 2 de Stephen Hopkins
- 1996 : Ultime décision (Executive Decision) de Stuart Baird
- 1999 : Wild Wild West de Barry Sonnenfeld
- 2000 : Mission To Mars de Brian De Palma
- 2001 : En territoire ennemi (Behind Enemy Lines) de John Moore

#### Séries télévisées
- 1989 : Pas de répit sur la planète terre (Hard Time on Planet Earth (13 épisodes)
- 2001 : Les contes de la crypte  (Tales from the Crypt) (saison 3, épisode 14 : Yellow)

### En tant que producteur
Films
- 1987 : Predator de John McTiernan (producteur délégué)
- 1988 : The Rescue de Ferdinand Fairfax (coproducteur)
- 1996 : Ultime décision (Executive Decision) de Stuart Baird (producteur)

Série télévisée
- 1989 : Pas de répit sur la planète terre (Hard Time on Planet Earth) (producteur délégué — 2 épisodes)